# Platyspathius dice
Platyspathius dice är en stekelart som beskrevs av Nixon 1943. Platyspathius dice ingår i släktet Platyspathius och familjen bracksteklar. Inga underarter finns listade i Catalogue of Life.